# 小行星2160
小行星2160（2160 Spitzer）是一颗围绕太阳公转的小行星。1956年9月7日，印第安纳大学在摩根县发现了此天体。
該小行星以美國理論物理學家萊曼·史匹哲命名。
这颗小行星的绝对星等为209.2622403651382等。